# Esercito dei Rashidun

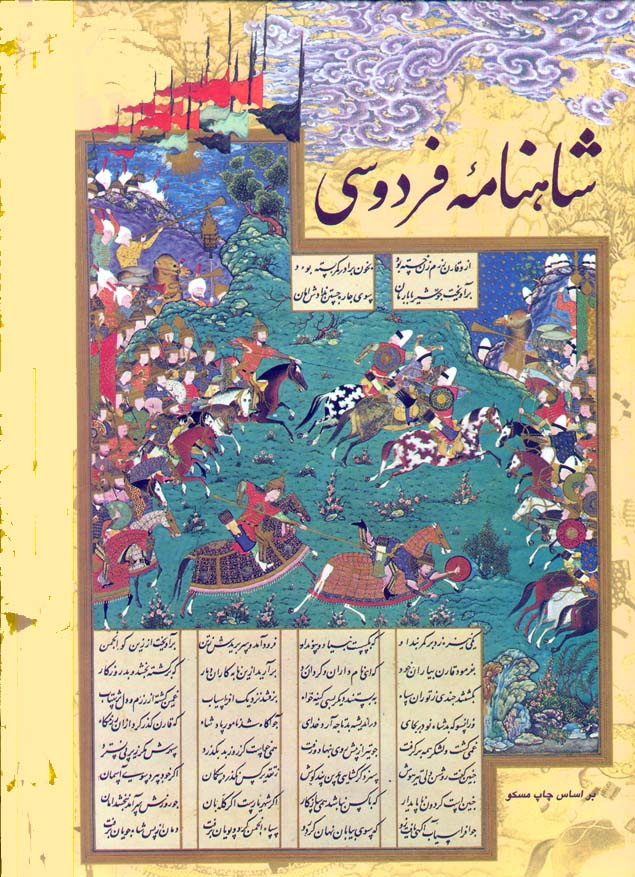
Saʿd b. Abī Waqqāṣ conduce gli eserciti califfali durante la battaglia di al-Qādisiyya (manoscritto dello Shahnameh).

L'esercito dei Rāshidūn (in arabo  جيش الخلفاء الراشدين‎?, Jaysh al-khulafāʾ al-Rāshidīn, ossia "esercito dei califfi ortodossi"), fu il principale corpo militare del Califfato dei Rashidun durante le conquiste islamiche del VII secolo. L'esercito califfale mantenne un eccellente livello di disciplina, una coesione e un morale altissimo, uniti a una notevole capacità strategica e tattica.
Al suo tempo, l'esercito dei Rāshidūn costituì una potente ed efficace forza militare. La sua entità numerica vantava inizialmente 13 000 effettivi nel 632 (anno di morte di Maometto e di inizio del regno del primo califfo), tuttavia, man mano che il califfato si espandeva, si giunse alla cifra di 100 000 soldati (657).
 I quattro principali comandanti (Amīr, pl. Umarāʾ) furono Khālid b. al-Walīd - che strappò ai Sasanidi la Mesopotamia persiana, contribuendo significativamente anche alla conquista della Siria bizantina - Saʿd b. Abī Waqqāṣ, protagonista della conquista della Persia occidentale, Abū ʿUbayda b. al-Jarrāḥ (che conquistò il bilād al-Shām bizantino, con il corposo apporto di Khālid b. al-Walīd) e ʿAmr b. al-ʿĀṣ, che strappò ai Bizantini l'Egitto.

## Esercito
Era consentito arruolarsi nell'esercito volontario dei Rāshidūn esclusivamente ai musulmani (sarà solo sotto il califfo omayyade Mu'awiya ibn Abi Sufyan che verranno arruolati cavalieri iranici non musulmani: gli Asāwira).

Durante le guerre della Ridda, sotto il califfato di Abū Bakr, l'esercito era costituito da truppe medinesi, meccane e di Ṭāʾif.  Più tardi, nel corso delle operazioni di conquista islamica della Persia, in Iraq (633) furono reclutati (sempre su base volontaria) numerosi corpi beduini. Durante la conquista della Persia sasanide (633-656), circa 12 000 soldati d'élite persiani si convertirono all'Islam e servirono in seguito nel corso delle operazioni belliche contro la loro stessa patria. Nel corso della conquista islamica della Siria romana, poi bizantina (633-638), circa 4 000 soldati greco-bizantini, col loro capo Joachim (in seguito ʿAbd Allāh Joachim) si convertirono all'Islam e servirono come truppe regolari nella conquista di parte dell'Anatolia e dell'Egitto. Durante la conquista islamica dell'Egitto (641-644), convertiti copti furono parimenti reclutati. Nel corso della conquista islamica del Nordafrica, convertiti berberi vennero reclutati come truppa regolare, diventano un importante elemento dell'esercito dei Rāshidūn e, più tardi, dell'esercito omayyade in Africa.

### Fanteria
L'esercito dei Rāshidūn facevano affidamento sulla loro fanteria. I Mubārizūn costituivano una parte importante dello schieramento islamico, composta da esperti "campioni" nel combattimento corpo a corpo, tanto caro agli Arabi d'età preislamica. Il loro compito era quello di avvilire il morale del nemico uccidendone i campioni. La fanteria agiva secondo uno schema diventato proverbiale, chiamato al-karr wa l-farr, consistente in rapide 'avanzate' e in non meno veloci 'arretramenti', utili a scompaginare l'ordine nemico, usando lance e spade, associate ad archi per fiaccare la resistenza dell'avversario e sconfiggerlo. Tuttavia, la maggior energia doveva essere conservata per un eventuale contrattacco, sostenuto dal ricorso a cariche di cavalleria, pronte a prendere di fianco o a circondare il nemico.

Difensivamente, il lanciere musulmano, dotato di un'arma lunga circa 2,5 metri avrebbe, a ranghi compatti, formato con i suoi simili una sorta di muro protettivo (Tabiʿa) per permettere ad altri arcieri retrostanti lanciare frecce.
 Questa formazione chiusa operò in modo ottimale nei primi giorni della Campagna dello Yarmūk.

### Cavalleria
La cavalleria dei Rāshidūn era una cavalleria leggera tra le più potenti, se condotta da una persona competente.  Era armata con lance e spade. Inizialmente la cavalleria era impiegata come forza di riserva tattica, col compito principale di aggredire il nemico una volta che questo fosse stato indebolito da ripetute cariche della fanteria. La cavalleria doveva colpire l'avversario sul fianco o accerchiarlo, probabilmente utilizzando una formazione a cuneo nel suo attacco.

Alcuni dei migliori esempi del buon uso della cavalleria sono legati al comando di Khālid b. al-Walīd nella battaglia di al-Walaja contro i persiani Sasanidi e nella battaglia dello Yarmuk contro i Bizantini. In entrambi i casi la cavalleria fu inizialmente stazionata dietro i fianchi e il centro della fanteria.

La proporzione della cavalleria nelle compagini delle forze califfali era dapprima limitata a meno del 20%, a causa della scarsa dimestichezza con l'impiego dei cavalli in contesto bellico, le scadenti condizioni economiche (che rendevano assai costoso l'acquisto dell'animale) e del clima asciutto della Penisola araba, ostile al mantenimento di grandi quantità di cavalli da guerra.  Appena furono conquistate le ben più ricche terre del Vicino Oriente, numerosi guerrieri arabi acquistarono cavalli grazie al bottino di guerra o ai tributi imposti alle popolazioni assoggettate, cosicché alla fine del periodo del califfato dei Rāshidūn metà del "Jund" (esercito) era composto dalla cavalleria.  

Arcieri a cavallo non furono inizialmente impiegati, al contrario degli avversari persiani e bizantini, non essendo quello un modo di combattere praticato dagli Arabi.  Man mano che progrediva la conquista islamica della Persia, vari convertiti persiani si unirono alle forze islamiche arabe, tra cui anche alcuni reparti di cavalieri armati di arco.

## Armamento
Problematica è la ricostruzione degli equipaggiamenti bellici delle prime forze armate musulmane.

### Elmetti
Il copricapo musulmano includeva elmetti color oro — o a punta o semisferici — simili agli elmetti argentei dei Sasanidi. L'elmetto tondeggiante, chiamato spesso Bayḍa ("uovo"), era il copricapo standard bizantino ed era composto da due pezzi. L'elmetto a punta era di tipo segmentato, di ispirazione centrasiatica, ed era noto come Ṭariqa. Armature a maglie o a piastre erano di norma preferite per proteggere faccia e collo, sia come una sorta di ventaglio che partiva dal casco sia come cuffia, alla maniera degli eserciti romano-bizantini dal V secolo in poi. Il volto era spesso a metà coperto con un lembo di turbante che serviva anche da protezione contro i forti venti del deserto.

### Armature
Armature a scaglie di cuoio cotto o lamellari furono prodotte in Yemen, Iraq e nei Paesi che s'affacciavano sul Golfo Persico. Armature di maglia erano preferite rispetto alle altre e divennero sempre più diffuse durante l'epoca delle conquiste islamiche volute dal secondo califfo, spesso ottenute per spoliazione del nemico persiano o bizantino. Il nome con cui la cotta corazzata era conosciuta in lingua araba è dirʿ (ﺩﺭﻉ), ed era aperta nella parte sottostante il torace. Per evitare la ruggine era pulita con una miscela di polvere e olio.
I soldati di fanteria erano logicamente più protetti rispetto alla cavalleria, in cui il peso eccessivo costituiva un fattore negativo.

### Scudi
come molti eserciti orientali, usavano scudi in vimini o pelle di mucca o cammello, circolare.

### Spade
Del tipo saif, si dividevano in:
- Saif Anith , che erano fatte di ferro
- Saif Fulath o Muzakka , che erano fatte d'acciaio.

### Mazze
Le mazze ferrate erano copiate dai persiani, ed erano dette "al-Dabbūs" (mazza, bastone, randello).

### Asce
in base ai ritrovamenti archeologici, alcuni cavalieri avevano piccole asce bipenne, come armi per la difesa personale.

### Archi
si attesta un uso molto alto di archi che si dividevano in tre varianti:
- La variante Qadib è fondamentalmente costituita da un'unica doga di legno
- La variante Masnu'ah sono archi compositi progettati da un pentagramma o due doghe divise longitudinalmente con quattro materiali compositi di legno, corno, colla e tendini
- La variante Mu'aqabbah sono archi progettati con corno di capra posto nel ventre dell'arco e tendine posto sul retro dell'arco.

### Lance
Esse avevano i manici in materiale simile al bambù, la punta poteva essere in metallo o in corno appuntito

### Ausiliari
I Rashidun erano soliti utilizzare coscritti irregolari, solitamente essi erano bizantini disertori, discendenti dei sasanidi che combatterono contro gli axum, o in alternativa Ghassanidi, ossia cristiani arabi

## Formazioni e tattiche
Solitamente si tentava di non stancare troppo le truppe in marcia,in marcia l'esercito era diviso in:
- Muqaddima (مقدمة) - "l'avanguardia"
- Qalb (قلب) - "il centro"
- Al-khalf (الخلف) - "la parte posteriore"
- Al-mu'akhira (المؤخرة) - "la retroguardia".

In battaglia, i fanti si disponevano in questo modo:
- Qalb (قلب) - il centro
- Maymana (ميمنه) - l'ala destra
- Maysara (ميسرة) - l'ala sinistra

## Addestramento
Dato che gli arabi erano una popolazione nomade, il loro addestramento si basava sullo spostamento a cavallo, nel particolare i soldati si addestravano in:
1. Cavalcare cavalli con selle
2. Cavalcare cavalli senza sella
3. Combattimento con la spada senza cavalli
4. Cavallo che carica con armi da taglio
5. Combattere con le spade dal dorso di un cavallo in movimento
6. Tiro con l'arco
7. Tiro con l'arco montato mentre il cavallo corre
8. Combattimento ravvicinato mentre si cambia la posizione del sedile sul dorso del cavallo in movimento, rivolto all'indietro